# 湘阴高明乡志
湘阴高明乡志，是由湖南教育学者黄绍琼于1948年编撰，记录湘阴县高明乡（今湖南省汨罗市川山坪镇）乡土历史和地理的志书，为湖南首部乡镇志。

## 内容
正文约3.4万字，分大事记、地理、水利、交通、营造、物产、生计、政治、财税、礼俗、教育、氏族、选举、人物、艺文、杂记等16章。记录了自清咸丰四年（1854年）至民国三十六年（1947年）涉及本乡的兵事，政法，人物等大事，是研究当地的乡土政治、历史、地理、文化教育的重要参考资料。

## 版本
手抄本现存于湖南图书馆，为湖南省唯一的乡镇志孤本。
本书被收入以下丛书
- 《中国地方志集成 乡镇志专辑》，江苏古籍出版社1992年出版，ISBN 9787805194035[5]以及上海书店出版社2013年出版，ISBN 9787545807622[6]。
- 《中国方志丛书》湘陰縣高明鄉志十六章，民國二十七年[註 1]刊本，成文出版社出版，EAN码为4711871506077。[7]

## 注
1. ↑  疑为三十七年之误